# Monica
Monica, właśc. Monica Denise Arnold (ur. 24 października 1980 w Atlancie) – amerykańska wokalistka R&B i pop, autorka tekstów i aktorka. Wydała pięć albumów studyjnych i jedną kompilację. Jej najbardziej znany przebój to „The Boy is Mine” w duecie z wokalistką Brandy. 

## Życie prywatne
Od listopada 2000 do października 2009 była związana z raperem Rodneyem Ramone „Rocko” Hillem, Jr., z którym ma dwóch synów – Rocko (ur. 21 maja 2005) i Romelo Monteza (ur. 8 stycznia 2008). 22 listopada 2010 wyszła za mąż za Shannona Browna – koszykarza Phoenix Suns, dwukrotnego mistrza NBA, z którym ma córkę Laiyah (ur. 3 września 2013). 22 października 2019 doszło do rozwodu.

## Dyskografia
- Miss Thang (1995)
- The Boy Is Mine (1998)
- All Eyez on Me (2002)
- After the Storm (2003)
- The Makings of Me (2006)
- Still Standing (2009)

## Filmografia

### Filmy
- 2000: Śpiew miłości (Love Song, TV) jako Camille Livingston
- 2000: Dziewczyny i chłopaki (Boys and Girls) jako Katie
- 2009: Pastor Brown jako Lisa Cross
- 2016: Prawie święta (Almost Christmas) jako kelnerka

### Seriale
- 1996: Living Single jako Marissa
- 1999: Beverly Hills, 90210 w roli samej siebie
- 2001: Felicity jako Sarah Robinson
- 2003: American Dreams jako Mary Wells